# دریاچه بوردور
دریاچه بوردور (ترکی استانبولی: Burdur Gölü) یک دریاچه در استان اسپارتای کشور ترکیه است.